# Dicladocerus albitarsis
Dicladocerus albitarsis är en stekelart som först beskrevs av William Harris Ashmead 1900.  Dicladocerus albitarsis ingår i släktet Dicladocerus och familjen finglanssteklar. Inga underarter finns listade i Catalogue of Life.